# Preston Patrick
Preston Patrick – wieś i civil parish w Anglii, w Kumbrii, w dystrykcie (unitary authority) Westmorland and Furness. W 2011 roku civil parish liczyła 426 mieszkańców. W granicach civil parish leżą także Gatebeck, Goose Green, Millness i Nook.